# جان کین (بازیکن فوتبال)
جان کین (انگلیسی: Giovanni Kean؛ زادهٔ ۲۵ ژوئیهٔ ۱۹۹۳) بازیکن فوتبال است.
از باشگاه‌هایی که در آن بازی کرده‌است می‌توان به باشگاه فوتبال پرو ورچلی اشاره کرد.